# Milano San Cristoforo
Milano San Cristoforo (włoski: Stazione di Milano San Cristoforo) – stacja kolejowa w Mediolanie, w regionie Lombardia, we Włoszech. Znajdują się tu 3 perony.
Stacja znajduje się przy Piazza Tirana, w południowo-zachodnich obrzeżach Mediolanu.
Stacja składa się z pięciu torów do obsługi pasażerów. Istnieje również terminal w celu załadunku samochodów na wagony jako stacja końcowa dla niektórych pociągów ekspresowych o regularnym ruchu do następujących miejsc w południowych Włoszech, zwłaszcza do Lamezia Terme, Villa San Giovanni, Bari i Katanii.